# Taurometopa pyrometalla
Taurometopa pyrometalla là một loài bướm đêm trong họ Crambidae.